# 造長岡宮使
造長岡宮使（ぞうながおかぐうし）は、奈良時代末期の長岡宮造営に際し、同事業のために臨時に置かれた令外官。

## 概要
初見は『続日本紀』巻第三十八で、延暦3年（784年）6月に、
1. 中納言従三位藤原朝臣種継
2. 左大弁従三位佐伯宿禰今毛人
3. 参議近衛中将正四位上紀朝臣船守
4. 散位従四位下石川朝臣垣守
5. 右中弁従五位上海上真人三狩
6. 兵部大輔従五位上大中臣朝臣諸魚
7. 造東大寺次官従五位下文室真人忍坂麻呂
8. 散位従五位下日下部宿禰雄道
9. （散位）従五位下丈部大麻呂
10. （散位）外従五位下丹比宿禰真浄

の10名が任命されたとある。このほかにも六位以上の官人が8名存在する大所帯であり、同年12月に桓武天皇は詔により、造宮に功労のあったものに位階を賜ったとあるが、正六位上から外従五位下に昇叙されたとされる佐伯宿禰葛城・奈良忌寸長野・大神楉田朝臣愛比・三使朝臣清足・麻田𤝗賦・高篠広浪の6名が、この官人であった可能性がある。
また、延暦8年（789年）8月、
とあるが、この年の2月に天皇は（新宮殿が完成して）西宮より東宮に移御したとあり、このことが、長岡宮造宮の画期的なこととして叙位が行われたものと見られる。いずれにしても、長岡京の造営が順調に進んでいたことが窺われる。